# 座頭市果し状
『座頭市果し状』（ざとういちはたしじょう）は、1968年の日本映画。勝新太郎の代表作、座頭市シリーズの第18作。

## キャスト
- 座頭市：勝新太郎
- お秋：野川由美子
- お志津：三木本賀代
- 小鹿野弦八郎：待田京介
- 順庵：志村喬
- 粂次：井上昭文
- 勘造：小松方正
- 源太：北城寿太郎
- 巳之吉：千波丈太郎
- 大宮ノ松五郎：土方弘
- 仙之助：水原浩一
- 坂田：原聖四郎
- 徳左衛門：南部彰三
- 伊助：山本一郎

## スタッフ
- 企画：久保寺生郎
- 原作：子母沢寛
- 脚本：直居欽哉
- 監督：安田公義
- 撮影：宮川一夫
- 録音：大谷巌
- 美術：内藤昭
- 照明：中岡源権
- 音楽：鏑木創
- 編集：菅沼完二

## 併映作品
- 『闇を裂く一発』: 村野鐵太郎監督